# カルロス・カイザー
カルロス・カイザー（Carlos Kaiser）ことカルロス・エンヒキ・ラポーゾ（Carlos Henrique Raposo、1963年7月2日 - ）は、ブラジルのポルト・アレグレ出身の元サッカー選手。現役時代のポジションはフォワード。経歴詐称や仮病などの手段を駆使して「故障療養中の優秀なサッカー選手」のふりをすることで、試合に出場することなく長年にわたってプロサッカー選手としての報酬を得ていた。
愛称のカイザーは小さい頃にフランツ・ベッケンバウアーに似ていたことから、彼の愛称「カイザー（皇帝）」に由来している。

## 人物
元々サッカーの能力や技術が高くなかったカルロスは、サッカー選手であり続けるために様々な策略を用いて約20年間のキャリアを過ごしたが、ほとんど試合に出場しなかった。ブラジルサッカーのフォレスト・ガンプ、「最高の詐欺師」、「171（ブラジルでは詐欺師、信用詐欺師は刑法第171条で処理されるため）」とも呼ばれた。
ブラジルの元サッカー選手のレナト・ガウショは、カルロスのことを「決してサッカーをしない偉大なサッカー選手」と呼んだ。カルロスは2011年にGloboのインタビューで「貧しかった家族により良い暮らしをさせてあげるための最もよい方法がサッカーであった。サッカー選手になりたかったが、サッカーをしたくなかった。」と告白した。
カルロスは、リオデジャネイロの4大ビッグクラブであるCRフラメンゴ、フルミネンセFC、ボタフォゴFR、CRヴァスコ・ダ・ガマ、同じリオのバングーAC、アメリカFC、メキシコのプエブラFC、アメリカのエルパソ、フランスのガゼレク・アジャクシオなどに所属したとされる。また、当時のスター選手のカルロス・アウベルト、レナト・ガウショ、リカルド・ローシャ、ロマーリオ、エジムンド、ブランコらと仲が良かった。

## 来歴

### 生い立ち
カルロスは養子であり、養父母にリオデジャネイロで育てられた。1973年に10歳でボタフォゴFRにスカウトされて下部組織に入団し、センターフォワードとしてサッカーキャリアを開始した。家族はサッカーを強いるようになり、これがサッカーをしたくないという問題を引き起こした。その後、CRフラメンゴの下部組織に移籍したが、当時はまだ普通に練習を行っていた。
カルロスはサッカーの技術が全くなかったわけではなく、当初はユースリーグで将来性のある選手であった。1979年に16歳でメキシコのプエブラFCとセンターフォワードとしてプロ契約を結んだが、短期間で退団した。カルロスはすでにプレーしないための方法を見つけており、練習中に「筋肉の痛み」を訴えていた。同様の筋肉の負傷は残りのキャリアでもカルロスにつきまとった。

### 嘘の負傷
カルロスはロマーリオ、カルロス・アウベルト、レナト・ガウショのようなサッカーのスター選手と友人になり、彼らの推薦でクラブと短期間の契約を結んだ。当時は選手のスカウトに試合のストリーミング配信やビデオ映像を使用できなかったことを悪用した。契約の多くは3か月から半年間で契約書には「調整期間が必要である」と述べられており、1か月から2か月間はプレーせずに過ごした。
そして、最初の練習で筋肉の負傷を訴えて無期限に離脱するのが普通であった。負傷をもっともらしく見せかけるためにユースチームの選手に金を払って練習中に自分にぶつからせたこともあった。当時は核磁気共鳴画像法 (MRI) の普及以前であり、医師はカルロスの負傷が本当かどうかを判断できなかったため、クラブはカルロスの言葉を信じるしかなかった。なかなか治らない負傷に業を煮やして呪術医を呼んだクラブもあった。また、友人の歯科医に歯性病巣感染の診断書を書かせたこともあった。

### フェイクニュース
カルロスはサッカーのスター選手としての評判を維持するためにジャーナリストと仲良くなり、クラブのユニフォームや他の記念品を与えて自分の能力についての虚偽の記事を書かせた。記事には得点王を表すアルチレイロ (artilheiro) やストライカーを表すゴレアドール (goleador) のような言葉が使われた。中には「メキシコ代表としてプレーするためにメキシコ国籍を取得するように要請された」と書かれた記事もあった。当時はインターネットの普及以前で真偽を確認したいと思ってもできなかった。
また、カルロスは当時エリートを示す地位の象徴であった携帯電話を持ち歩き、他のクラブがカルロスの獲得を狙っているかのように装った。チームメートやコーチに自分がより価値の高い選手であることをアピールするためであったが、ボタフォゴに所属していたとき、フィットネスコーチのロナウド・トーレスはカルロスが話す英語が間違っていることや通話相手の声が聞こえないことから、携帯電話がおもちゃであることに気付いていた。後にカルロスも「他のクラブのオーナーと話しているふりをしていた」と告白した。

### その他の策略
カルロスはプレーを避けるため、気に入られるためには何でもした。カルロスの祖母は定期的に亡くなったことにされ、クラブのオーナーが周囲にいるときには観客に金を払って自分の名前を歌わせた。

### バングー
カルロスの最も有名かつ危険な詐欺はバングーACに所属していたときに起きた。バングーと契約したとき、ある新聞は「バングーはすでにキングを獲得した：カルロス・カイザー」(O Bangu já tem seu rei: Carlos Kaiser) と見出しを付けたが、この見出しが有名になったのはカルロスが事あるごとにあらゆる人にこの記事を見せたからだけではなかった。
バングーに所属していたときに1度だけ策略が失敗したことがあった。カルロスはいつもの負傷の問題を抱えていたが、カルロスの人間的魅力がとても好きであったオーナーのカストル・デ・アンドレードはカルロスが試合に出場することを望んだ。カストルはブラジルの主要なbichiero（違法賭博を運営する人物）として知られていた。カストルの命令で控え選手としてベンチ入りしていたカルロスはトレーナーと交代出場しないことを約束していたが、試合中にカストルがカルロスの出場を指示したため、即座に策略を考える必要が生じた。カルロスはウォーミングアップ中にサポーターに「長髪のホモ野郎」と罵倒されたことを口実にスタンドに乗り込んで口論し、交代出場する前に退場処分となった。試合後、カストルに説明を求められたカルロスは「神が私に与えてくれた父親は亡くなったが、別の父親（カストル）を与えてくれた。父親のことを『泥棒』『老いぼれ』と非難したサポーターを許せなかった。」と答えた。カストルはとても感動し、契約延長を提示した。そして、カルロスの名声はカストルの死後もバングーで残ることになった。

### アジャクシオ
カルロスはファビオ・バロスのおかげでフランス2部のガゼレク・アジャクシオと契約を結んだ。有名なブラジルのサッカー選手が加入することに興奮したサポーターにとても歓迎され、バロスによるとスター選手のように扱われた。アジャクシオはカルロスをサポーターに紹介するための公開練習を行ったが、サポーターの前で技術を披露することに慎重であったカルロスはすべてのボールをスタンドに蹴り込み、サポーターに感謝して、ユニフォームのチームエンブレムにキスをした。サポーターは熱狂したが、練習するためのボールがなくなったため、公開はフィジカルトレーニングに限定された。その代わりにクラブ会長夫人に花束を贈呈するパフォーマンスを見せた。しかし、ピッチ上ではサポーターを熱狂させることはできず、無得点のまま、すぐにクラブを去った。

### 経歴詐称疑惑
カルロスはアジャクシオに8年間所属したと主張したが、当時チームを任されていたBaptiste Gentiliによると、クラブに所属したブラジル人選手は多くなかったが、カルロスのことは覚えておらず「クラブに所属していたとしても8年間ではないと保証できる」と話した。1976年から1993年までスポーツディレクターを務めたミシェル・マンチーニもバロスのことを覚えている一方で「カルロスのことは記憶にない」と話した。しかしながら、2人とも1980年代に2人のブラジル人選手が数か月間所属していたことを覚えており、この2人のうちの1人がカルロスであった可能性が高いように思われている。
インターネットの普及以前はカルロスの作り話を確認することができなかったため、ブラジル国民はカルロスのすべての言葉を信じていた。CRヴァスコ・ダ・ガマとフルミネンセFCでカルロスの同僚であったアレクシャンドレ・トーレスによると、当時は国外で起こっていることを詳しく知ることはできず「カルロスはフランス2部のクラブから来たと話したが、それが本当かどうかは全然分からなかった。彼の言葉と新聞の写真だけがすべてであった。」と話した。
経歴詐称疑惑は他にもあった。カルロスはホルヘ・ブルチャガとの共通の友人であったAlejandroのおかげで、アルゼンチンのCAインデペンディエンテと6か月間の契約を結んだと主張した。
また、TV Globoに「インデペンディエンテが1984年にコパ・リベルタドーレスで優勝したときのメンバーの一員であった」と主張したが別人であった。カルロスは自分がチームの公式写真に写っていると主張したが、インデペンディエンテは否定した。黒色長髪のその選手はカルロス・エンヒキ (Carlos Henrique) ではなく、アルゼンチン人で左サイドバックのカルロス・エンリケ (Carlos Enrique) であった。

### 引退・引退後
カルロスはクラブを次々と変え続け、1990年代初頭に現役を引退した。TV Globoの「策略を恥ずかしく思っていたのか」との質問にカルロスは「何も後悔していない。クラブはすでにとても多くの選手を欺いている。誰かが復讐者にならなければならなかった。」と答えた。その一方で「長期にわたった策略を後悔している」とも話しており、多くの善良な人々の期待に応えられなかったことについて「罪の意識がある」と話した。
引退後はリオデジャネイロで女性を指導するトレーナーになった。
カルロスは2011年に半生を告白するまではサッカー選手として知られていたが、告白後はプレーしなかった選手としてよく知られるようになった。
2015年に英国の会社が、カルロスの半生を描いた長編ドキュメンタリー映画の独占権を獲得し、2018年のトライベッカ映画祭で『Kaiser: The Greatest Footballer Never to Play Football』のワールドプレミアが行われた。映画にはカルロス・アウベルト、ジーコ、ベベット、レナト・ガウショのようなブラジルサッカーのレジェンドとのインタビューも含まれている。またこの映画では、カルロスの告白がどの程度正しいのかについても検証している。
日本ではカルロスの半生がバラエティ番組や情報番組で複数回紹介されている。
- やりすぎ都市伝説（テレビ東京） - 2016年12月23日放送回[9]
- 新・情報7daysニュースキャスター（TBSテレビ） - 2017年10月21日放送回[10]
- 世界まる見え!テレビ特捜部（日本テレビ） - 2018年4月2日放送回[11]
- 奇跡体験!アンビリバボー（フジテレビ） - 2019年8月1日放送回[12]
- ワールド極限ミステリー（TBSテレビ） - 2021年7月7日放送回[13]